# یلوه کالایان
یلوه کالایان (نام علمی: Gallirallus calayanensis) نام یک گونه از سرده یلوه‌های استرالیا-آرام است.